# Leioproctus mourei
Leioproctus mourei är en biart som beskrevs av Toro 1968. Leioproctus mourei ingår i släktet Leioproctus och familjen korttungebin. Inga underarter finns listade i Catalogue of Life.